# 동방삼협 2
동방삼협 2(現代豪俠傳, Executioners)는 홍콩에서 제작된 두기봉, 정소동 감독의 1993년 액션, 코미디, SF 영화이다. 양자경 등이 주연으로 출연하였고 두기봉 등이 제작에 참여하였다.

## 출연

### 주연
- 양자경
- 매염방
- 장만옥

### 조연
- 유송인
- 황추생

## 제작진
- 원작자: 소려경
- 미술: 여가안
- 책획: 진패화
- 책획: 휜가진
- 소품: 진금하